# George Martin (Schauspieler, 1937)
George Martin (eigentlich Francisco Martinez Celeiro; * 18. September 1937 in Barcelona; † 1. September 2021 in Miami) war ein spanischer Schauspieler.

## Leben
Als erfolgreicher Sportler war Martin spanischer Vizemeister im Turnen und gehörte der Olympiamannschaft an, ohne jedoch später an Spielen teilzunehmen. Wegen seines guten Aussehens wurden ihm Probeaufnahmen als Schauspieler angeboten. Nach seinen ersten Abenteuerfilmen wurde Martin vor allem durch zahlreiche Rollen in Italo-Western bekannt, oft als Hauptdarsteller. Später führte er auch Regie bei dem Film Ein Einsamer kehrt zurück mit Klaus Kinski.
1975 zog Martin nach Miami, wo ihm eine erfolgreiche Karriere als Grundstücksbesitzer glückte; so gehörte ihm Biscayne Management. Daneben war er als Makler tätig. 2017 wurde er mit dem Preis ´Tabernas de Cine` des Almería Western Film Festival ausgezeichnet.

## Filmografie (Auswahl)
- 1956: Nunca es demasiado tarde
- 1961: Unter der Flagge der Freibeuter (Los bucaneros del Caribe)
- 1963: Die Eroberer des Pazifik (Los conquistadores del Pacífico)
- 1963: Fuera de la ley
- 1963: Marschier oder krepier (Marcia o crepa)
- 1963: La tumba del pistolero
- 1964: Geheimagentin in Gibraltar (Gibraltar)
- 1964: Das Gesetz der Zwei (I due violenti)
- 1964: La tumba del pistolero
- 1964: Überfall auf Fort Yellowstone (El hombre de la diligencia)
- 1965: Nevada Joe (Oeste Nevada Joe)
- 1965: Eine Pistole für Ringo (Una pistole per Ringo)
- 1965: Ringo kommt zurück (Il ritorno di Ringo)
- 1965: Die Unversöhnlichen (Rebeldes en Canadá)
- 1966: Lanky Fellow – Der einsame Rächer (Per il gusto di uccidere)
- 1966: Schneller als 1000 Colts (Thompson 1880)
- 1967: Das Geheimnis der Todesinsel
- 1967: Operation Taifun (Con la muerte a la espalda)
- 1967: Die schmutzigen Dreizehn (Quindici forche per un assassino)
- 1967: Ein Stoßgebet für drei Kanonen (Professionisti per un massacro)
- 1967: Tal der Hoffnung (Clint el solitario)
- 1968: Drei tolle Kerle (3 supermen a Tokio)
- 1968: Mister Zehn Prozent – Miezen und Moneten (Sigpress contro Scotland Yard)
- 1968: Die schmutzigen Dreizehn (Quindici forche per un assassino)
- 1969: Für ein paar Leichen mehr (Sonora)
- 1970: Robin Hood, der Befreier (Il magnifico Robin Hood)
- 1971: Freibeuter der Meere (Il corsaro nero) (& Drehbuch)
- 1971: Vamos a matar Sartana (auch Regie)
- 1972: Ein Einsamer kehrt zurück (El retorno de Clint el Solitario) (& Regie)
- 1972: Judas… ¡toma tus monedas!
- 1973: …E così divennero i tre supermen del West (auch Drehbuch)
- 1973: Die Nacht der rollenden Köpfe (Passi di danza su una lama di rasoio)